# Matteo Cairoli

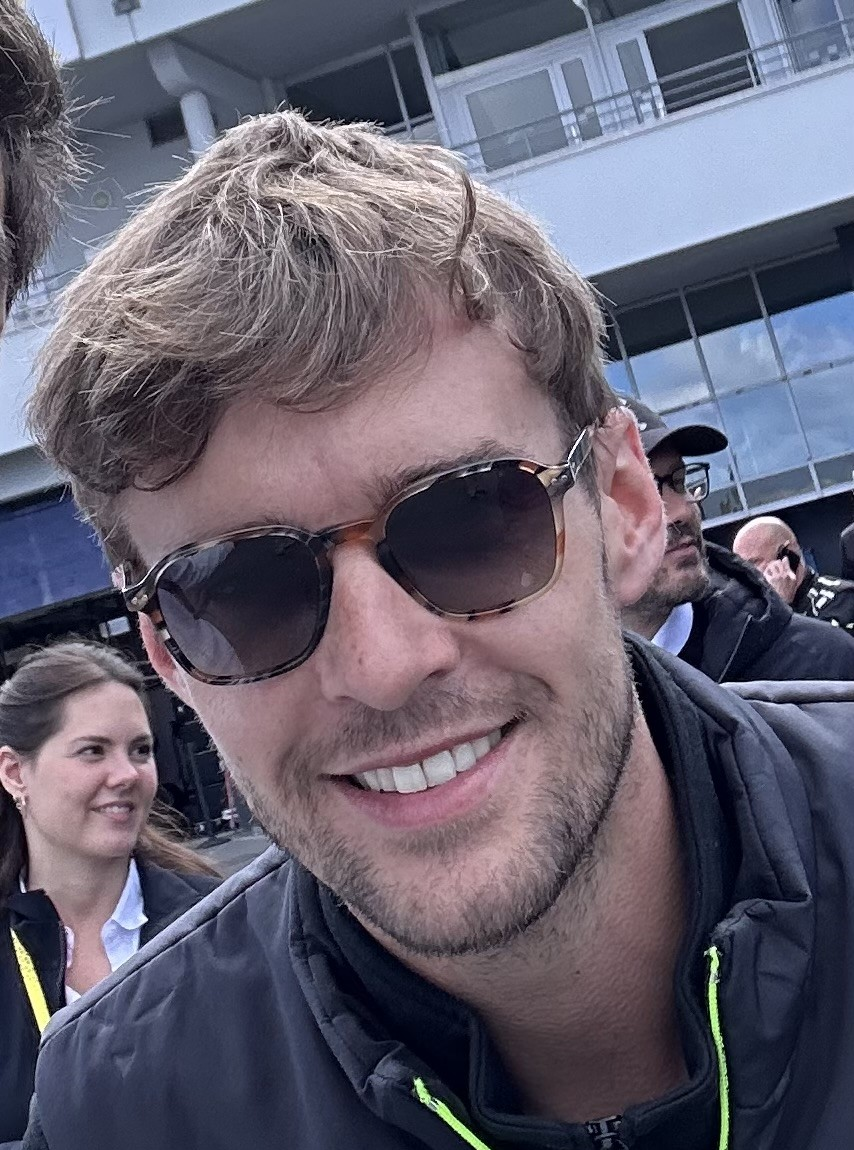
Matteo Cairoli 2024

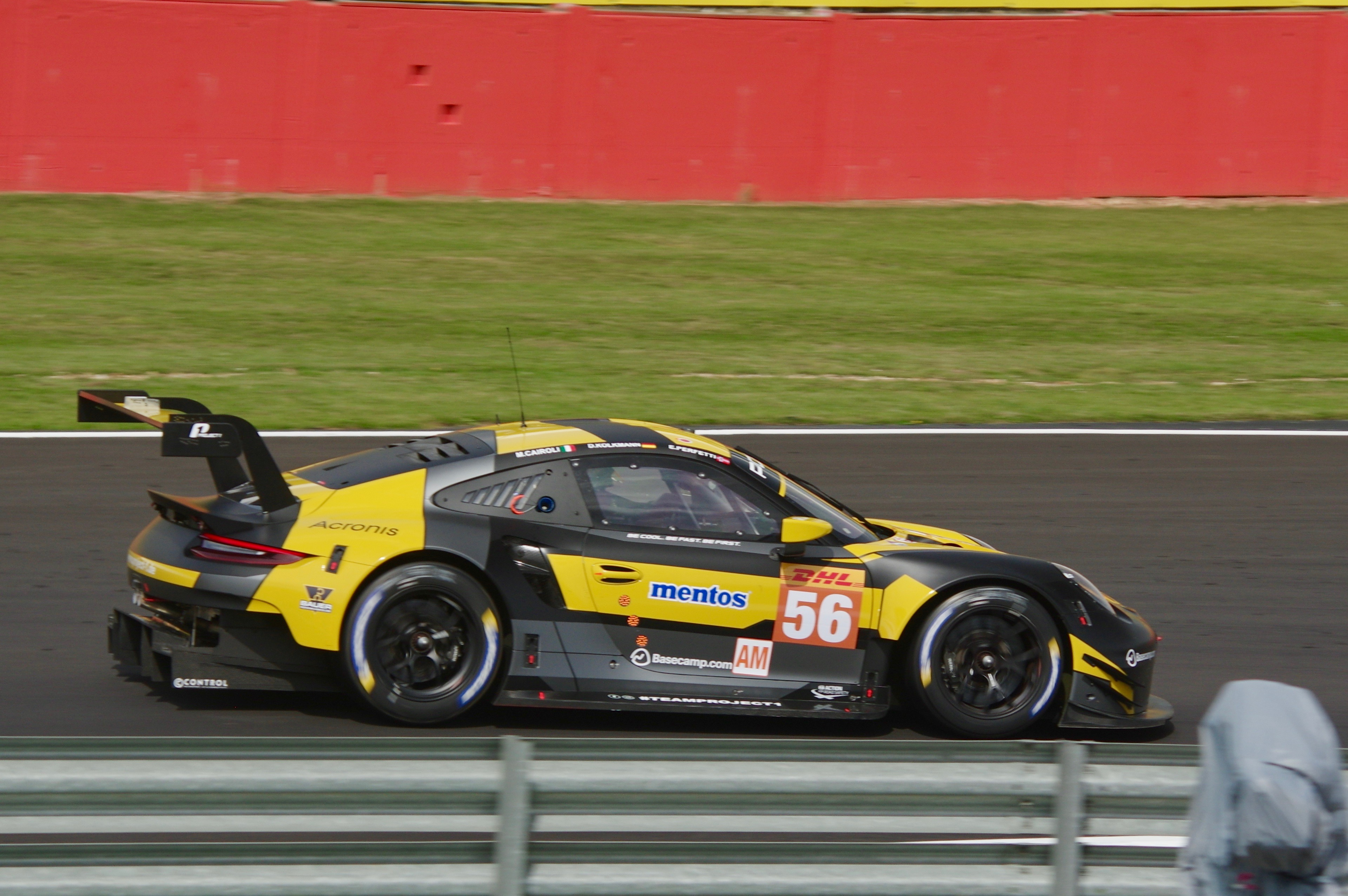
Der Porsche 911 RSR von Egidio Perfetti, David Heinemeier Hansson und Matteo Cairoli beim 4-Stunden-Rennen von Silverstone 2019

Matteo Cairoli (* 1. Juni 1996 in Como) ist ein italienischer Autorennfahrer.

## Karriere als Rennfahrer
Wie bei so vielen Rennfahrern seiner Generation begann die Karriere von Matteo Cairoli im Kartsport. Zu dieser Form des Motorsports kam er durch die Vermittlung seines Freundes Michele Beretta, der Cairolis Vater von einem Engagements des Sohnes überzeugen konnte. Er wechselte jedoch sehr schnell in den Monopostosport und trat nach einem viertägigen Fahrerkurs 2012 in der italienischen Formel-Renault-2.0-Meisterschaft an. Diese Meisterschaft beendete er nach vier Einsätzen an der 13. Stelle der Gesamtwertung. Im Jahr darauf wurde er Gesamtsiebter im Deutschen Formel-3-Cup (Meister Marvin Kirchhöfer) 2014 ging er neben fünf Einsätzen in der italienischen Formel-4-Meisterschaft auch im italienische Porsche Carrera Cup an den Start, wo er die Saison als Gesamtsieger abschloss.
Dieser Erfolg brachte ihm einen Vertrag als Porsche-Nachwuchsfahrer ein. Als Werksfahrer nahm er unter anderem an Rennen des Porsche Carrera Cup Deutschland, der European Le Mans Series und der FIA-Langstrecken-Weltmeisterschaft teil. 2017 gab er sein Debüt beim 24-Stunden-Rennen von Le Mans. Für Dempsey-Proton Racing steuerte er einen Porsche 911 RSR gemeinsam mit Christian Ried und Marvin Dienst an die 34. Stelle der Endwertung.
Nach der Zeit bei Porsche wechselte er vor der Rennsaison 2024 zu Iron Lynx und fuhr den Lamborghini SC63 und das GT-Modell Huracán GT3 in der Langstrecken-Weltmeisterschaft und der nordamerikanischen IMSA WeatherTech SportsCar Championship.

## Statistik

### Le-Mans-Ergebnisse
| Jahr | Team                  | Fahrzeug           | Teamkollege       | Teamkollege       | Platzierung   | Ausfallgrund |
| ---- | --------------------- | ------------------ | ----------------- | ----------------- | ------------- | ------------ |
| 2017 | Dempsey-Proton Racing | Porsche 911 RSR    | Christian Ried    | Marvin Dienst     | Rang 34       |              |
| 2018 | Dempsey Proton Racing | Porsche 911 RSR    | Khaled Al Qubaisi | Giorgio Roda      | Ausfall       | Motorschaden |
| 2019 | Dempsey Proton Racing | Porsche 911 RSR    | Satoshi Hoshino   | Giorgio Roda      | zurückgezogen |              |
| 2020 | Team Project 1        | Porsche 911 RSR    | Egidio Perfetti   | Larry ten Voorde  | Rang 27       |              |
| 2021 | Team Project 1        | Porsche 911 RSR-19 | Egidio Perfetti   | Riccardo Pera     | Ausfall       | Unfall       |
| 2022 | Team Project 1        | Porsche 911 RSR-19 | Mikkel Pedersen   | Nicolas Leutwiler | Ausfall       | Motorschaden |
| 2023 | Team Project 1        | Porsche 911 RSR-19 | P. J. Hyett       | Gunnar Jeannette  | Rang 35       |              |
| 2024 | Lamborghini Iron Lynx | Lamborghini SC63   | Andrea Caldarelli | Romain Grosjean   | Rang 13       |              |

### Sebring-Ergebnisse
| Jahr | Team                  | Fahrzeug         | Teamkollege       | Teamkollege     | Platzierung | Ausfallgrund |
| ---- | --------------------- | ---------------- | ----------------- | --------------- | ----------- | ------------ |
| 2024 | Lamborghini Iron Lynx | Lamborghini SC63 | Andrea Caldarelli | Romain Grosjean | Rang 7      |              |

### Einzelergebnisse in der FIA-Langstrecken-Weltmeisterschaft
| Saison  | Team                  | Rennwagen                                | 1   | 2   | 3   | 4   | 5   | 6   | 7   | 8   | 9   |
| ------- | --------------------- | ---------------------------------------- | --- | --- | --- | --- | --- | --- | --- | --- | --- |
| 2017    | Dempsey-Proton Racing | Porsche 911 RSR                          | SIL | SPA | LEM | NÜR | MEX | AUS | FUJ | SHA | BAH |
| 2017    | Dempsey-Proton Racing | Porsche 911 RSR                          | 22  | 26  | 34  | 22  | 21  | 24  | 21  | 23  | 24  |
| 2018/19 | Dempsey-Proton Racing | Porsche 911 RSR                          | SPA | LEM | SIL | FUJ | SHA | SEB | SPA | LEM |     |
| 2018/19 | Dempsey-Proton Racing | Porsche 911 RSR                          | 26  | DNF | 24  | DNF | 23  | 26  | 33  | DNF |     |
| 2019/20 | Projekt 1             | Porsche 911 RSR                          | SIL | FUJ | SHA | BAH | AUS | SPA | LEM | BAH |     |
| 2019/20 | Projekt 1             | Porsche 911 RSR                          | 23  | 25  | 23  | 27  | 22  | 18  | 27  |     |     |
| 2021    | Projekt 1             | Porsche 911 RSR                          | SPA | POR | MON | LEM | BAH | BAH |     |     |     |
| 2021    | Projekt 1             | Porsche 911 RSR                          |     | 19  | 22  | DNF | 19  | 21  |     |     |     |
| 2022    | Projekt 1             | Porsche 911 RSR                          | SEB | SPA | LEM | MON | FUJ | BAH |     |     |     |
| 2022    | Projekt 1             | Porsche 911 RSR                          | DNF | 25  | DNF | 24  | 28  | 23  |     |     |     |
| 2023    | Team Project 1 – AO   | Porsche 911 RSR                          | SEB | POR | SPA | LEM | MON | FUJ | BAH |     |     |
| 2023    | Team Project 1 – AO   | Porsche 911 RSR                          | 29  | 26  |     | 35  | 29  | 27  | 31  |     |     |
| 2024    | Lamborghini Iron Lynx | Lamborghini SC63 Lamborghini Huracán GT3 | KAT | IMO | SPA | LEM | SAO | AUS | FUJ | BAH |     |
| 2024    | Lamborghini Iron Lynx | Lamborghini SC63 Lamborghini Huracán GT3 |     |     |     | 13  |     |     |     | 18  |     |
| 2025    | Iron Lynx             | Mercedes-AMG GT3                         | KAT | IMO | SPA | LEM | SAO | AUS | FUJ | BAH |     |
| 2025    | Iron Lynx             | Mercedes-AMG GT3                         | DNF | 33  | 26  |     |     |     |     |     |     |